# Hosaholalu
Hosaholalu ist ein ca. 750 Einwohner zählendes Dorf im Gemeindebezirk (taluk) von Krishnarajpete im Distrikt Mandya im südwestindischen Bundesstaat Karnataka. Es ist bekannt wegen eines Hoysala-Tempels aus der Zeit um 1250.

## Lage
Hosaholalu liegt auf dem Dekkan-Plateau in einer Höhe von gut 800 m ü. d. M.; die Distriktshauptstadt Mandya befindet sich gut 60 km südöstlich und der den Jains heilige Ort Sravanabelagola ist nur etwa 27 km in nördlicher Richtung entfernt. Wegen der Höhenlage ist das Klima für indische Verhältnisse eher gemäßigt; Regen fällt hauptsächlich während der Monsunmonate Mai bis Oktober.

## Bevölkerung
Die mehrheitlich Kannada sprechende Bevölkerung besteht größtenteils aus Hindus; Moslems und andere Religionen (Sikhs, Buddhisten etc.) bilden zahlenmäßig kleine Minderheiten. Der männliche und der weibliche Bevölkerungsanteil sind ungefähr gleich hoch.

## Wirtschaft
Die Einwohner von Hosaholalu leben weitgehend als Bauern. Auf den Feldern der Umgebung werden hauptsächlich Weizen, Linsen und Kichererbsen angebaut, aber auch Kokospalmen spielen eine wichtige Rolle im Wirtschaftsleben der Region.

## Geschichte
Hosaholalu war ein wichtiger Ort im mittelalterlichen Hoysala-Reich; später kam es unter die Kontrolle des Vijayanagar-Reiches und des Fürstenstaates Mysore. Seit dem beginnenden 19. Jahrhundert herrschten die Briten auch in Südindien.

## Sehenswürdigkeiten

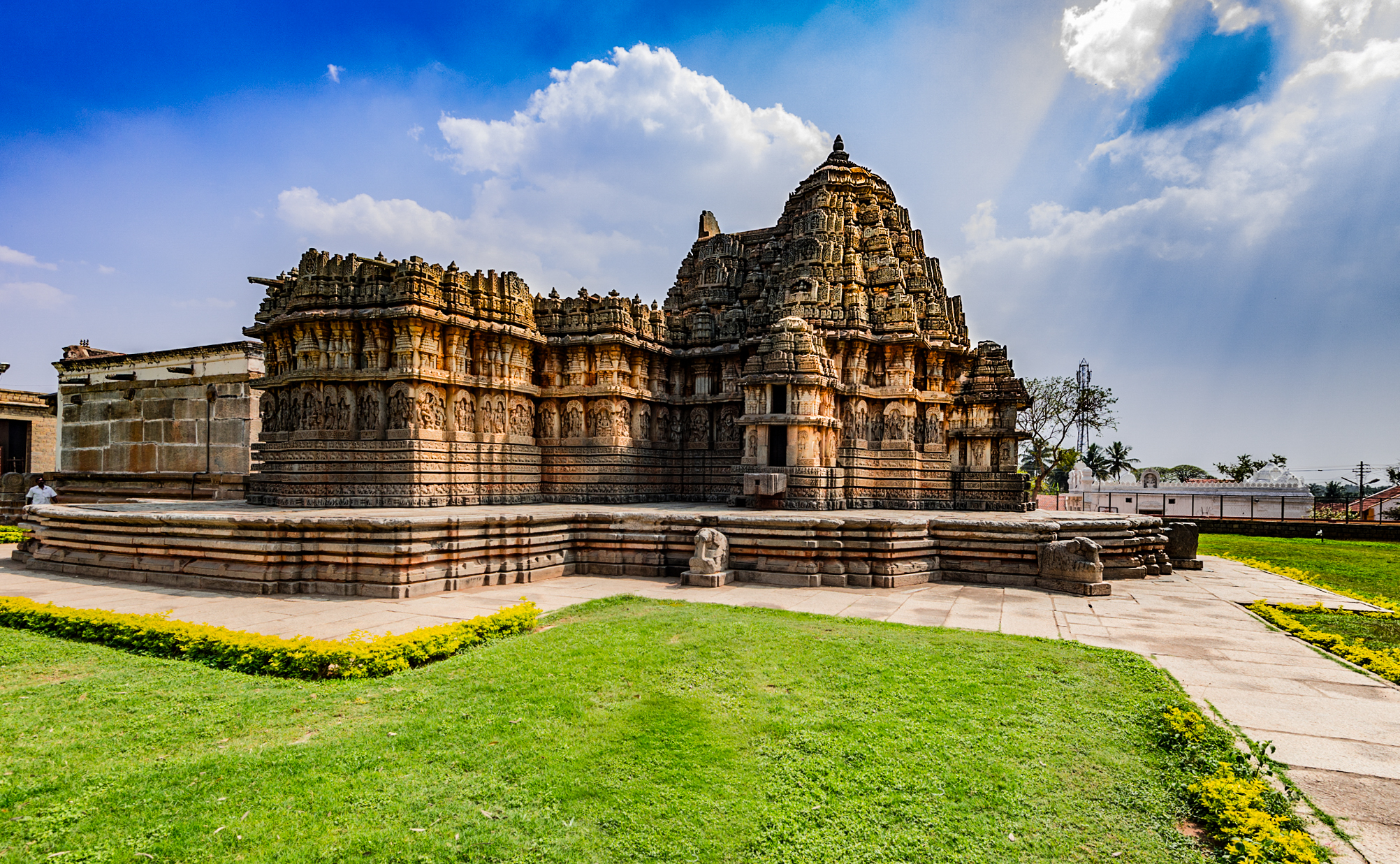
Tempel mit späterer Vorhalle

Der um das Jahr 1250 als Stiftung des Königs Vira Someshvara erbaute Lakshminarayana-Tempel ist dem Hindu-Gott Vishnu und seiner Gemahlin Lakshmi geweiht; seine Architektur ist ein Beispiel des auf einer Umgangsplattform (jagati) errichteten Drei-Cellae-Typus (trikuta), wobei jedoch nur die mittlere Cella (garbhagriha) über einen Turm (vimana) und einen kurzen Vorraum (antarala bzw. sukhanasi) verfügt. Die Cellae enthalten Bildnisse von Venugopala, Narayana und Lakshminarasimha – allesamt Avatare oder Aspekte Vishnus. Die gemeinsame Vorhalle (mandapa) mit einigen wenigen  steinernen Fenstergittern (jalis), gedrechselten Säulen und mehreren Deckenrosetten befindet sich zwischen den drei kleeblattförmig angeordneten Cellae; eine weitere Vorhalle wurde nachträglich hinzugefügt. Sowohl das Außen- als auch das Deckendekor des Tempels sind von außergewöhnlicher kunsthandwerklicher Qualität; insgesamt finden sich hier mehr als 120 Figuren zumeist aus der vishnuitischen Götterwelt.

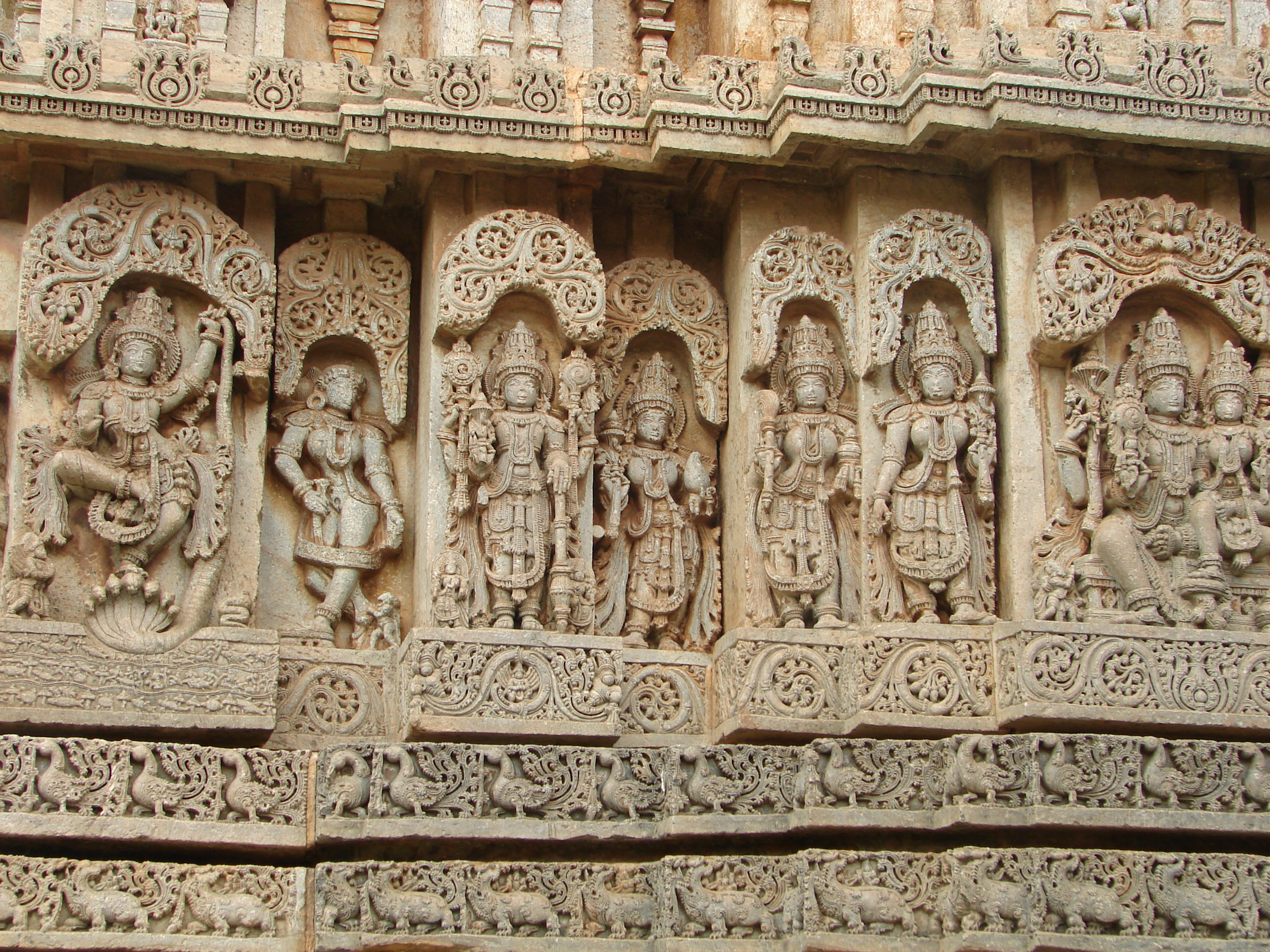
Außenwanddekor mit Göttern und Begleitfiguren
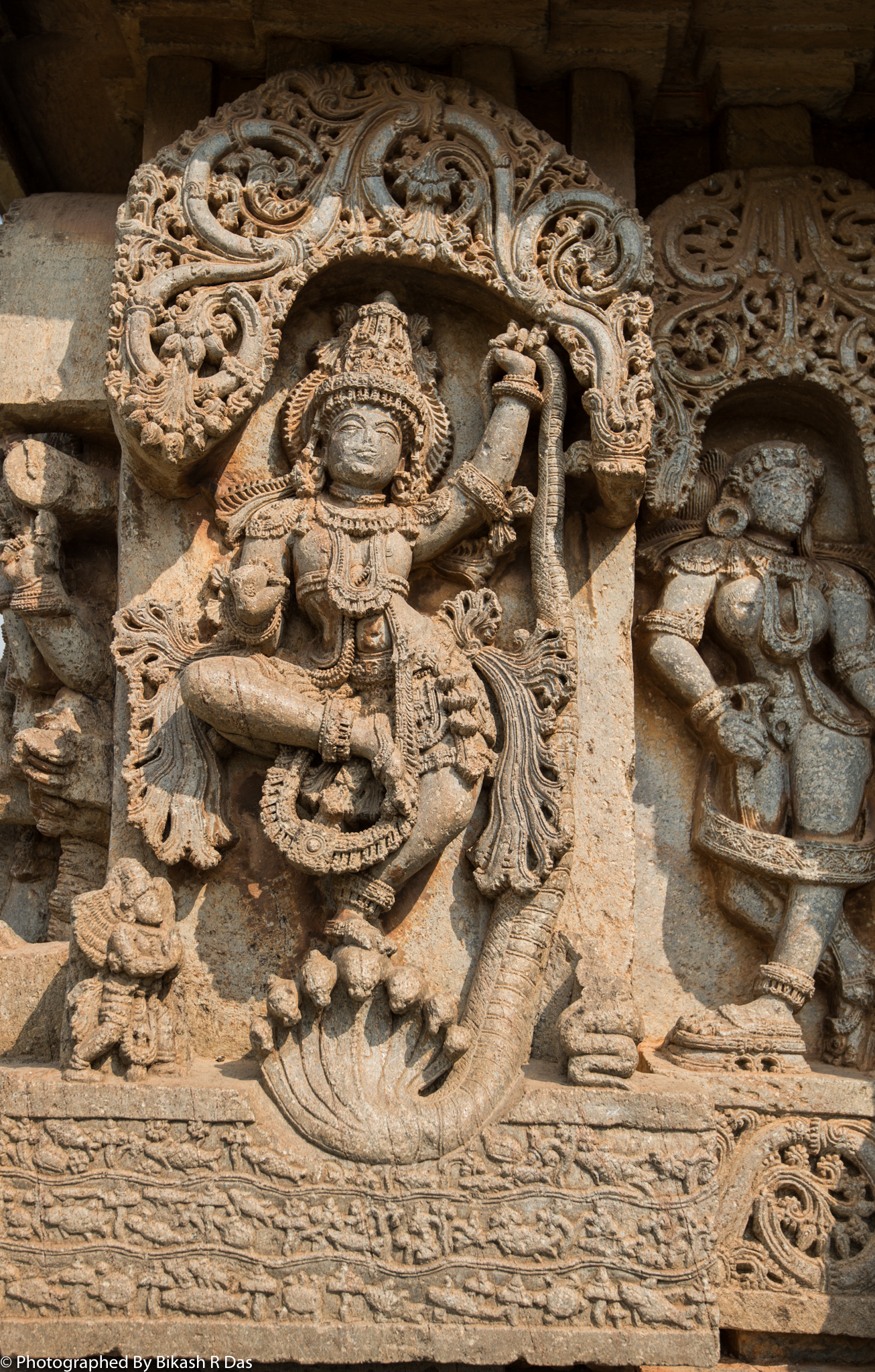
Krishna auf der mehrköpfigen Schlange Kaliya tanzend
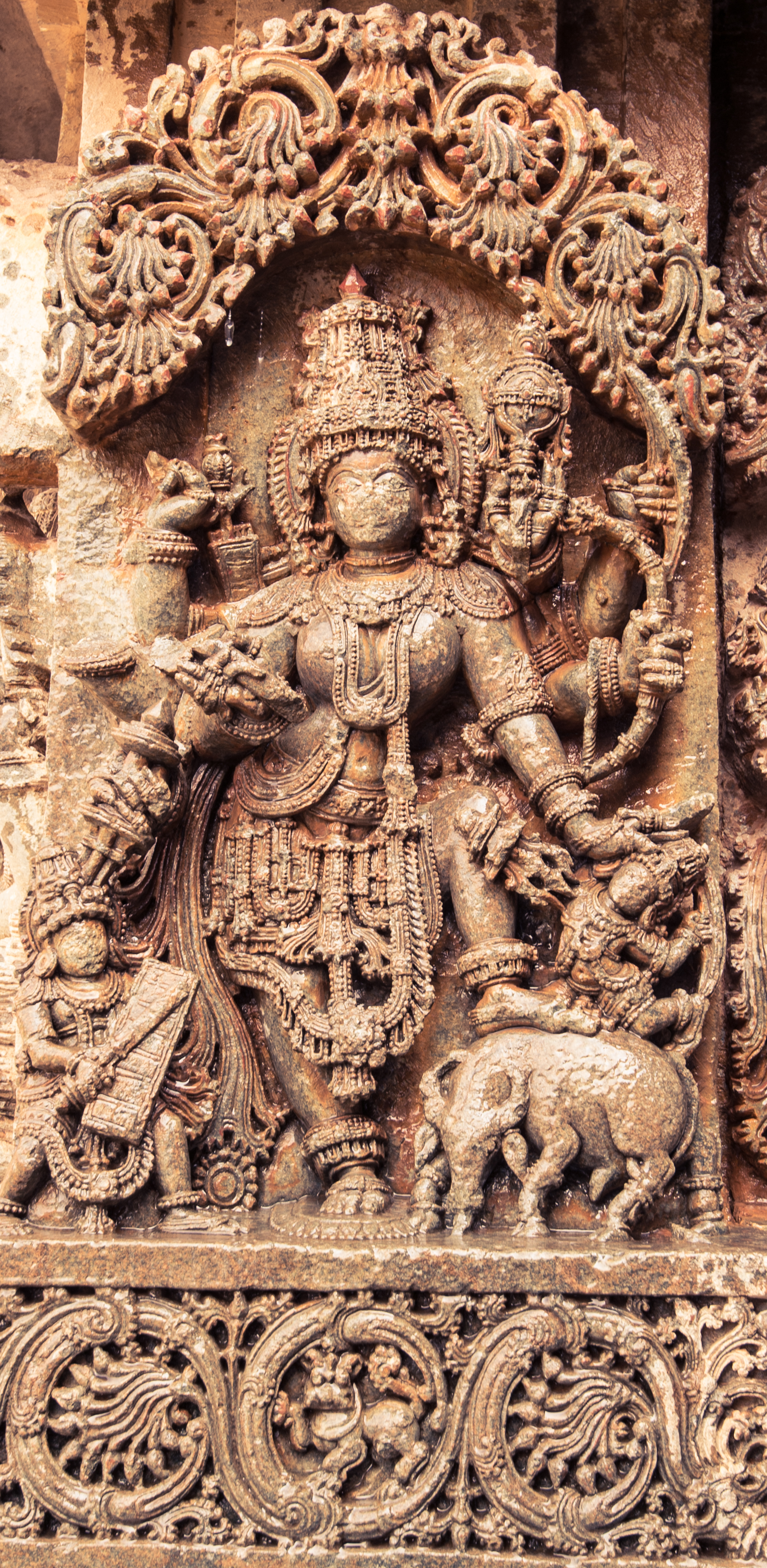
Durga und der Büffeldämon Mahisasur
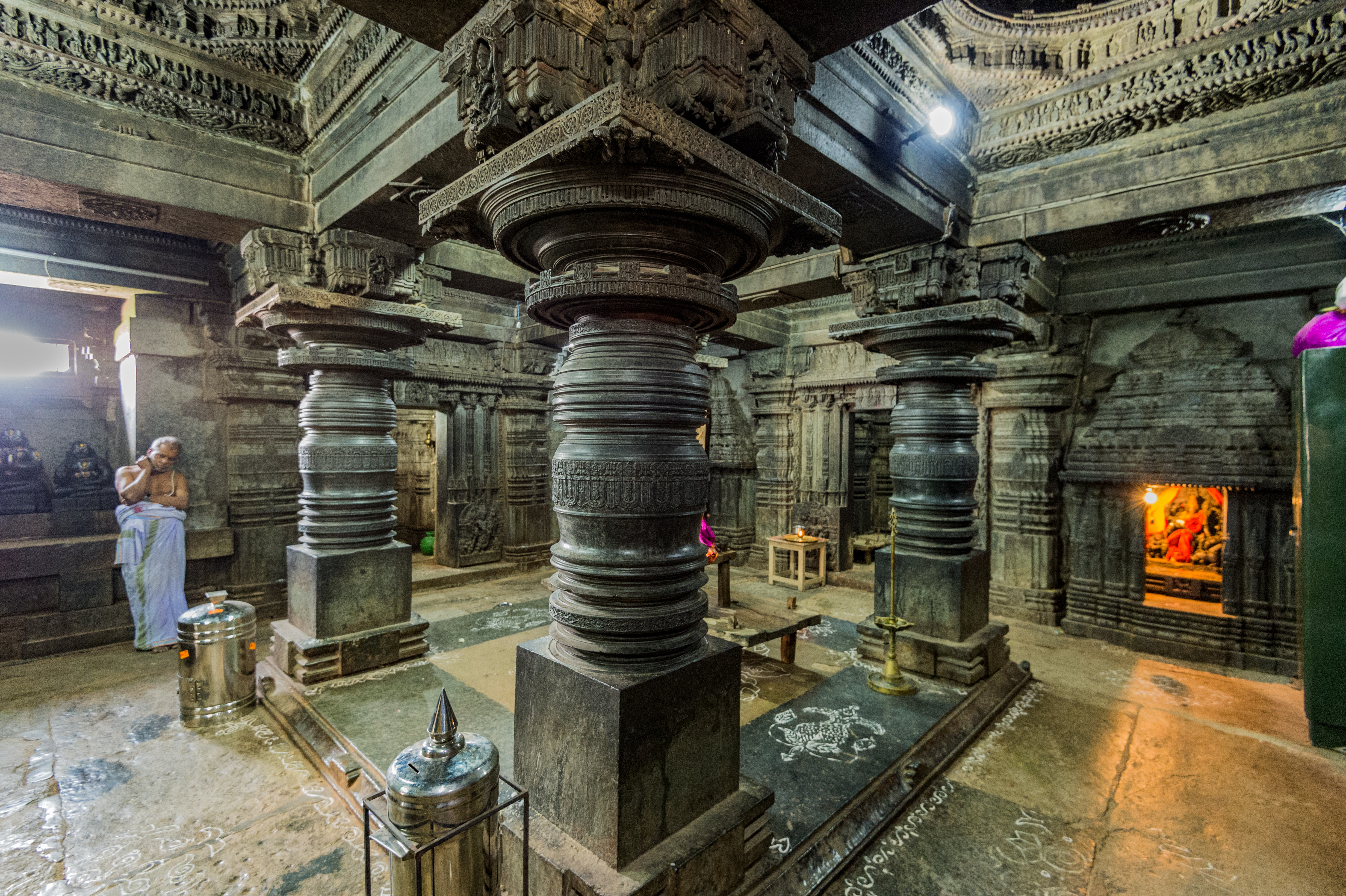
Vorhalle (mandapa)
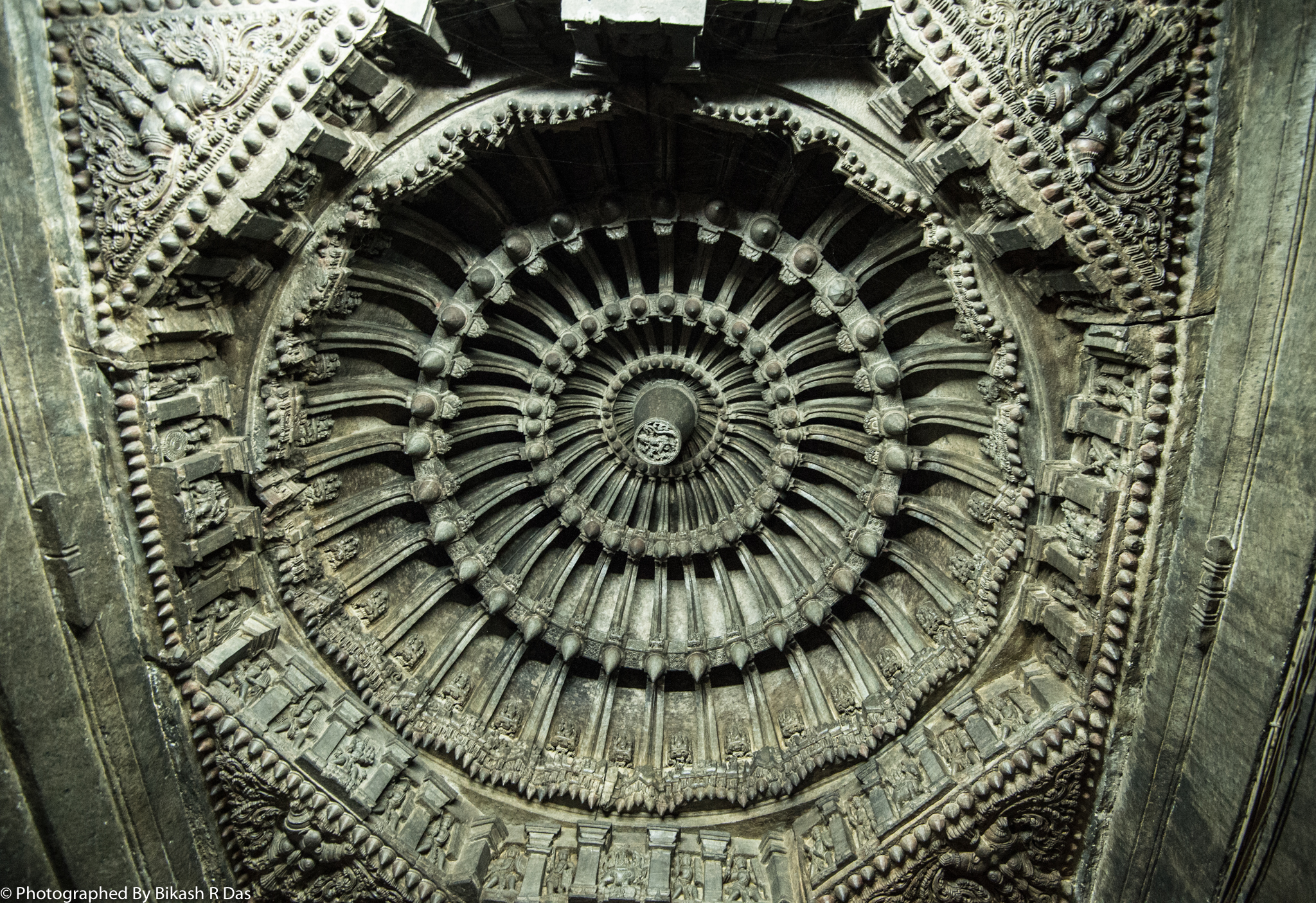
Kragkuppel mit hängendem Schlussstein in der Cella

Umgebung
Weitere Hoysala-Tempel befinden sich im ca. 16 km nördlich gelegenen Ort Kikkeri sowie im benachbarten Ort Govindanahalli.